# Miss Univers 2020
Miss Univers 2020 est la 69e élection de Miss Univers, qui a eu lieu le 16 mai 2021 au Seminole Hard Rock Hotel & Casino de Hollywood en Floride, aux États-Unis.
Le nombre de candidates s'élève à 74. 
L'élection a été présentée par Mario Lopez et Olivia Culpo, Miss Univers 2012, assistés par Paulina Vega, Miss Univers 2014, Demi-Leigh Tebow, Miss Univers 2017 et Cheslie Kryst, Miss USA 2019.
La gagnante est Andrea Meza, Miss Mexique 2020, succédant à la Sud Africaine Zozibini Tunzi, Miss Univers 2019, devenant ainsi la troisième mexicaine à remporter le titre de Miss Univers après Lupita Jones et Ximena Navarrete.

## Organisation du concours
Le 3 mars 2021, l'organisation Miss Univers a annoncé que le concours se tiendrait le 16 mai 2021 au Seminole Hard Rock Hotel & Casino à Hollywood en Floride. En raison de la Covid-19, la compétition a été reportée de fin 2020 à mai 2021. C'est la troisième fois dans l'histoire de la compétition que l'événement se tient après la fin de l'année civile, cela s'est déjà produit pour Miss Univers 2014 et Miss Univers 2016, les deux ont eu lieu en janvier de l'année suivante.
Le 20 avril 2021, il est confirmé que Mario Lopez et Olivia Culpo seraient les hôtes de la finale en direct. Culpo a été couronnée Miss Univers 2012, tandis que Lopez a été l'hôte pour la dernière fois pendant Miss Univers 2007. C'est la première fois depuis Miss Univers 2015 que Steve Harvey n'accueillera pas la compétition. Paulina Vega et Demi-Leigh Nel-Peters ont été analystes experts et Cheslie Kryst a été correspondante dans les coulisses, elles avaient auparavant été couronnés Miss Univers 2014, Miss Univers 2017 et Miss USA 2019, respectivement.
Le 7 mai, le rappeur et chanteur américain Pitbull est annoncé comme artiste invité du concours. Sept jours plus tard, il est remplacé par le chanteur portoricain Luis Fonsi. 
Des candidates de 74 pays et territoires ont été sélectionnées pour participer au concours. Sept candidates avaient été couronnées avant la pandémie de COVID-19. Cependant, en raison de la pandémie, de nombreux concours nationaux ont été reportés ou entièrement annulés, ce qui a entraîné la nomination de plusieurs anciennes finalistes des précédents concours nationaux pour l'édition 2020, ou la tenue de processus de casting à la place. Vingt-huit de ces déléguées ont été nommées à leurs titres nationaux, dont l'Argentine, l'Arménie, Aruba, les Bahamas, la Barbade, le Belize, le Brésil, la Bulgarie, le Cameroun, les îles Caïmans, Curaçao, le Danemark, la République dominicaine, le Ghana, Haïti, le Honduras, le Kazakhstan, la Corée du Sud, le Laos, Maurice, le Panama, le Portugal, Porto Rico, Singapour, la Slovaquie, la Tchéquie, l'Ukraine et les îles Vierges britanniques.
Trois candidates ont été désignées après le retrait de la candidate originale ; Céline Van Ouytsel, qui avait été couronnée Miss Belgique 2020, devait représenter la Belgique, mais a choisi de ne pas concourir en raison de la pandémie aux États-Unis et de son souhait de ne pas concourir au niveau international à ce moment-là. Elle a été remplacée par Dhenia Covens, qui était la deuxième finaliste de Miss Belgique 2018. Amandine Petit, qui avait été couronnée Miss France 2021, a été désignée pour représenter la France, en remplacement de Clémence Botino, qui avait été couronnée Miss France 2020. Le changement a été opéré en raison d'un conflit de date potentiel entre Miss Univers 2021 et Miss France 2022 en décembre 2021. Petit devait initialement représenter la France à l'édition 2021, mais comme elle devrait être présente à Miss France 2022, elle a été déplacée vers l'édition 2020 tandis que Botino a été déplacée vers l'édition 2021. Magdalena Kasiborska, qui avait été couronnée Miss Pologne 2019, devait représenter la Pologne à la compétition, mais a été contrainte de se retirer après avoir souffert d'une hernie discale vertébrale. Elle a été remplacée par Natalia Piguła, qui était sa première dauphine à Miss Pologne 2019.
L'édition 2020 a vu les débuts du Cameroun et les retours du Ghana et de la Russie, qui n'avaient pas concouru depuis 2018. Le Bangladesh devait initialement rivaliser avec Tangia Zaman Methila, mais s'est retiré de la compétition moins d'un mois auparavant en raison de la pandémie au Bangladesh. Outre le Bangladesh, l'édition 2020 a vu les retraits de dix-huit autres pays et territoires, en grande partie en raison de la pandémie, dont l'Allemagne, l'Angola, l'Égypte, la Guinée équatoriale, la Géorgie, Guam, le Kenya, la Lituanie, la Mongolie, la Namibie, la Nouvelle-Zélande, le Nigéria, Sainte-Lucie, le Sierra Leone, la Suède, la Tanzanie, la Turquie et les îles Vierges des États-Unis. C'est la première fois que l'Allemagne ne participe pas à la compétition depuis ses débuts lors de la première édition du concours.

## Classement final
| Résultat final    | Candidate |
| ----------------- | --- |
| Miss Univers 2020 | - Mexique – Andrea Meza |
| 1re dauphine      | - Brésil – Júlia Gama |
| 2e dauphine       | - Pérou – Janick Maceta |
| 3e dauphine       | - Inde – Adline Castelino |
| 4e dauphine       | - République dominicaine – Kimberly Jiménez |

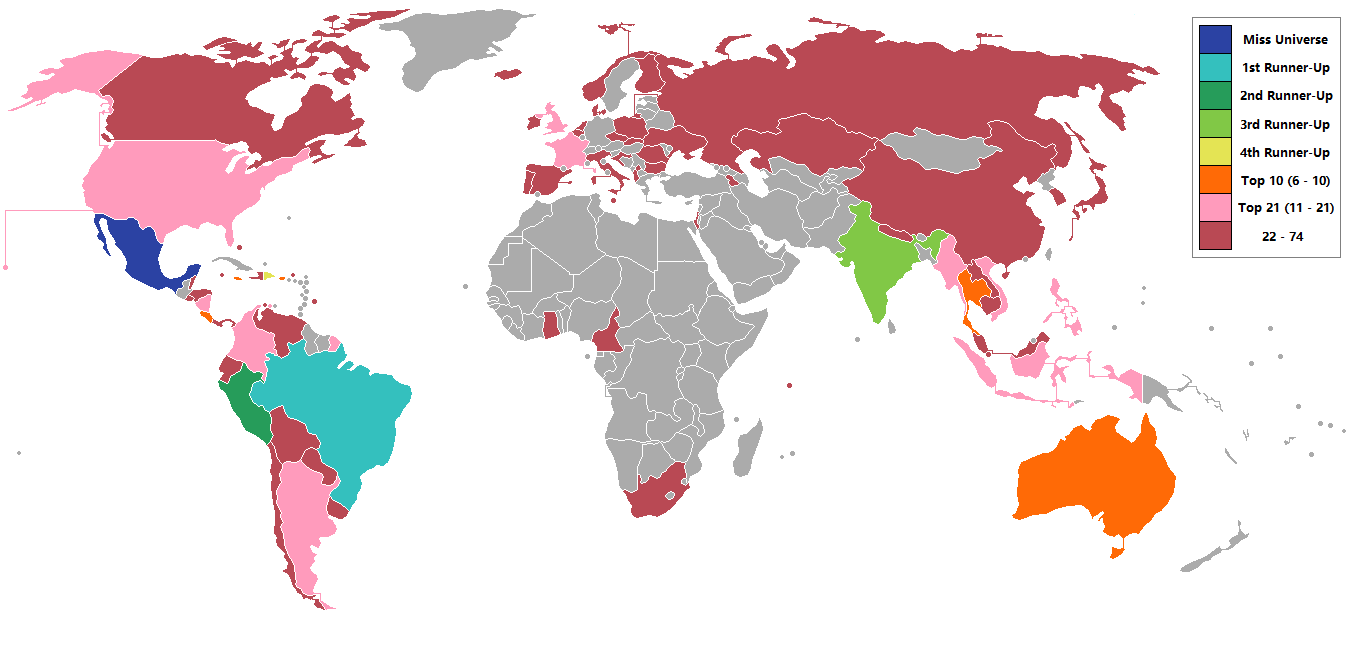
Pays et Territoires ayant participé à Misss Univers 2020.

| Top 10            | - Australie – Maria Thattil - Costa Rica – Ivonne Cerdas - Jamaïque – Miqueal-Symone Williams - Porto Rico – Estefanía Soto - Thaïlande – Amanda Obdam |
| Top 21            | - Argentine – Alina Luz Akserlad - Colombie – Laura Olascuaga - Curaçao – Chantal Wiertz - France – Amandine Petit - Royaume-Uni – Jeanette Akua - Indonésie – Ayu Maulida - Birmanie – Thuzar Wint Lwin - Nicaragua – Ana Marcelo - Philippines – Rabiya Mateo - États-Unis – Asya Branch - Viêt Nam – Nguyễn Trần Khánh Vân § |

§ - Élue dans le Top 21 par les fans en ligne

## Prix spéciaux
| Prix spécial              | Concurrente                               |
| ------------------------- | ----------------------------------------- |
| Meilleur costume national | Birmanie - Thuzar Wint Lwin               |
| Prix Spirit of Carnival   | République dominicaine - Kimberly Jiménez |
| Prix de l'impact social   | Bolivie - Lenka Nemer                     |

## Ordre d'annonces des finalistes
| Top 21 1. Colombie 2. Pérou 3. Australie 4. France 5. Birmanie 6. Jamaïque 7. Mexique 8. République dominicaine 9. États-Unis 10. Indonésie 11. Argentine 12. Inde 13. Curaçao 14. Porto Rico 15. Philippines 16. Brésil 17. Royaume-Uni 18. Nicaragua 19. Thaïlande 20. Costa Rica 21. Viêt Nam Top 10 1. Jamaïque 2. République dominicaine 3. Inde 4. Pérou 5. Australie 6. Porto Rico 7. Thaïlande 8. Costa Rica 9. Mexique 10. Brésil Top 5 1. Mexique 2. Inde 3. Brésil 4. République dominicaine 5. Pérou |

## Déroulement de la compétition
Deux jours avant la compétition finale le 16 mai 2021, les 74 délégués ont chacun participé à la compétition préliminaire, avec des concurrents en maillot de bain et en robe de soirée, précédée d'un entretien à huis clos.  Les résultats de la compétition préliminaire et de l'entretien à huis clos ont ensuite déterminé les 21 demi-finalistes, contre 20 l'année précédente.  Le vote par Internet est revenu pour la deuxième année consécutive, les fans pouvant voter pour un délégué en demi-finale.  Contrairement aux deux dernières années, les groupements continentaux ont été supprimés, les demi-finalistes étant sélectionnés en général.  Le top 21 a ensuite concouru en maillot de bain, éliminant le tour de déclaration d'ouverture qui avait eu lieu au cours des deux dernières années, et a ensuite été réduit à un top dix.  Les dix premiers ont concouru en robe de soirée, et les cinq derniers ont été choisis plus tard.  Les cinq derniers ont participé à la question finale et à la déclaration finale;  pour la dernière question, chaque délégué s'est vu poser une question spécifique d'un juge choisi au hasard, tandis que pour la déclaration de clôture, chaque délégué a choisi au hasard un sujet politisé et a été invité à parler librement du sujet choisi.  Après la conclusion de ces tours de parole, le gagnant a été annoncé. 
Sheryl Adkins-Green - Responsable marketing américain 
Arden Cho - actrice américaine
Christine Duffy - femme d'affaires américaine 
Keltie Knight - animatrice de télévision canadienne
Brook Lee - Miss Univers 1997 des États-Unis 
Deepica Mutyala - entrepreneur américain 
Tatyana Orozco - femme d'affaires colombienne 
Zuleyka Rivera - Miss Univers 2006 de Porto Rico

## Candidates
74 délégués ont parcouru pour le titre de Miss Univers 2020  :
| Pays/Territoire           | Candidate                   | Âge | Ville natale        |
| ------------------------- | --------------------------- | --- | ------------------- |
| Albanie                   | Paula Mehmetukaj            | 23  | Tirana              |
| Argentine                 | Alina Luz Akselrad          | 22  | Córdoba             |
| Arménie                   | Monika Grigoryan            | 21  | Erevan              |
| Aruba                     | Helen Hernandez             | 20  | Oranjestad          |
| Australie                 | Maria Thattil               | 28  | Melbourne           |
| Bahamas                   | Shauntae Miller             | 28  | Long Island         |
| Barbade                   | Hillary-Ann Williams        | 25  | Christ Church       |
| Belgique                  | Dhenia Covens               | 27  | Anvers              |
| Belize                    | Iris Salguero               | 24  | San Pedro           |
| Bolivie                   | Lenka Nemer                 | 24  | La Paz              |
| Brésil                    | Júlia Gama                  | 27  | Porto Alegre        |
| Îles Vierges britanniques | Shabree Frett               | 24  | Tortola             |
| Bulgarie                  | Radinela Chuseva            | 25  | Sofia               |
| Cambodge                  | Sarita Reth                 | 26  | Phnom Penh          |
| Cameroun                  | Kossinda Angèle             | 28  | Douala              |
| Canada                    | Nova Stevens                | 26  | Vancouver           |
| Îles Caïmans              | Mariah Tibbetts             | 27  | Bodden Town         |
| Chili                     | Daniela Nicolàs             | 28  | Copiapó             |
| Chine                     | Jianxin Sun                 | 23  | Pékin               |
| Colombie                  | Laura Olascuaga             | 25  | Carthagène          |
| Costa Rica                | Ivonne Cerdas               | 28  | San José            |
| Croatie                   | Mírna Naiia Marić           | 22  | Zadar               |
| Curaçao                   | Chantal Wiertz              | 22  | Willemstad          |
| Tchéquie                  | Klára Vavruškovà            | 21  | Kostelec nad Orlicí |
| Danemark                  | Amanda Petri                | 23  | Copenhague          |
| République dominicaine    | Kimberly Jiménez            | 24  | La Romana           |
| Équateur                  | Leyla Espinoza              | 25  | Quevedo             |
| Salvador                  | Vanessa Velásquez           | 25  | San Salvador        |
| Finlande                  | Viivi Altonen               | 24  | Tampere             |
| France                    | Amandine Petit              | 23  | Caen                |
| Ghana                     | Chelsea Tayui               | 25  | Keta                |
| Royaume-Uni               | Jeanette Akua               | 29  | Londres             |
| Haïti                     | Eden Berandoive             | 24  | Aquin               |
| Honduras                  | Cecilia Rossell             | 25  | Copán Ruinas        |
| Islande                   | Elísabet Hulda Snorradottir | 22  | Reykjavík           |
| Inde                      | Adline Castelino            | 22  | Udupi               |
| Indonésie                 | Ayu Maulida                 | 23  | Surabaya            |
| Irlande                   | Nadia Sayers                | 26  | Belfast             |
| Israël                    | Tehila Levi                 | 19  | Yavné               |
| Italie                    | Viviana Vizzini             | 27  | Caltanissetta       |
| Jamaïque                  | Miqueal-Symone Williams     | 24  | Mona                |
| Japon                     | Aisha Harumi Tochigi        | 25  | Chiba               |
| Kazakhstan                | Kamilla Serikbay            | 18  | Kyzylorda           |
| Corée du Sud              | Hari Park                   | 21  | Incheon             |
| Kosovo                    | Blerta Veseli               | 23  | Gjilan              |
| Laos                      | Christina Lassasima         | 27  | Vientiane           |
| Malaisie                  | Francisca Luhong James      | 25  | Kuching             |
| Malte                     | Anthea Zammit               | 26  | Żebbuġ              |
| Maurice                   | Vandana Jeetah              | 29  | Flacq               |
| Mexique                   | Andrea Meza                 | 26  | Chihuahua           |
| Birmanie                  | Thuzar Wint Lwin            | 22  | Hakha               |
| Népal                     | Anshika Sharma              | 24  | Jhapa               |
| Pays-Bas                  | Denise Speelman             | 24  | Groningue           |
| Nicaragua                 | Ana Marcelo                 | 24  | Estelí              |
| Norvège                   | Sunniva Frigstad            | 21  | Vennesla            |
| Panama                    | Carmen Jaramillo            | 26  | La Chorrera         |
| Paraguay                  | Vanessa Castro              | 28  | Asuncion            |
| Pérou                     | Janick Maceta               | 27  | Lima                |
| Philippines               | Rabiya Mateo                | 24  | Iloilo City         |
| Pologne                   | Natalia Piguła              | 27  | Łódź                |
| Portugal                  | Cristiana Silva             | 19  | Porto               |
| Porto Rico                | Estefanía Soto              | 29  | San Sebastián       |
| Roumanie                  | Bianca Tirsin               | 22  | Arad                |
| Russie                    | Alina Sanko                 | 22  | Azov                |
| Singapour                 | Bernadette Ong              | 26  | Bukit Timah         |
| Slovaquie                 | Natália Hoštáková           | 26  | Bratislava          |
| Afrique du Sud            | Natasha Joubert             | 23  | Centurion           |
| Espagne                   | Andrea Martínez             | 27  | Leon                |
| Thaïlande                 | Amanda Obdam                | 27  | Phuket              |
| Ukraine                   | Yelyzaveta Yastremskaya     | 28  | Kiev                |
| Uruguay                   | Lola De Los Santos          | 23  | Paysandú            |
| États-Unis                | Asya Branch                 | 23  | Booneville          |
| Venezuela                 | Mariángel Villasmil         | 25  | Ciudad Ojeda        |
| Viêt Nam                  | Nguyễn Trần Khánh Vân       | 26  | Ho Chi Minh City    |

## Observations

### Note sur les pays participants

#### Débuts
- Cameroun

#### Retours

##### Dernière participation en2018
- Ghana
- Russie